# Zambó Péter
Zambó János Péter (Balassagyarmat, 1958. július 5. –) magyar erdőmérnök, politikus, 2000 és 2019 között a Pilisi Parkerdő Zrt. vezérigazgatója, 2010-től az Országos Erdészeti egyesület elnöke. 2019 óta az Agrárminisztérium erdőkért és földügyekért felelős államtitkára.

## Élete
Középiskolai tanulmányait szülővárosában, a Balassi Bálint Gimnáziumban végezte, ahol 1976-ban érettségizett, majd a soproni Erdészeti és Faipari Egyetem Erdőmérnöki Karán 1982-ben erdőmérnöki diplomát szerzett. 2002-ben vállalatgazdasági szakmérnöki oklevelet is szerzett a Nyugat-Magyarországi Egyetemen.
1982-től 2019-ig a Pilisi Parkerdő Zrt. munkatársa volt, előbb a Szentendrei Erdészet műszaki vezetője volt, majd 1993-ban a Pilisi Parkerdő Zrt. főmérnöke lett. 2000 tavaszán rövid ideig az Ipoly Erdő Zrt. pályázati tanácsadója, majd 2000 májusától 2019-ig a Pilisi Parkerdő Zrt. vezérigazgatója volt. 2019 februárjában a negyedik Orbán-kormány erdőkért és földügyekért felelős államtitkárává nevezték ki.
Társadalmi tevékenységét 1978-ban kezdte, amikor az Országos Erdészeti Egyesület tagja lett. 2010 májusában az Egyesület elnökének választották. 1999-ben a a természetszerű erdőgazdálkodás alapelveit valló Pro Silva Hungariae alapító tagja lett. 2013 és 2015 között a kormány tanácsadó testületeként működő Országos Erdő Tanács elnöke volt.
Nős, három gyermek édesapja.

## Díjai, elismerései
- Pro Silva Hungariae díj (2006)
- Magyar Köztársasági Érdemrend tisztikeresztje (polgári tagozat, 2011)
- Bedő Albert Emlékérem (2022)